# Terremoto del Peloponeso de 2008
| Terremoto del Peloponeso de 2008 |                                             |
|                                  |                                             |
| Zona afectada por el sismo       |                                             |
| Fecha                            | 8 de junio de 2008                          |
| Magnitud                         | 6,2 Mw                                      |
| Intensidad                       | VIII (destructivo)                          |
| Profundidad                      | 100 km                                      |
| Localización                     | 38.029°N, 21.464°E                          |
| Países afectados                 | Grecia                                      |
| Afectados                        | 2 muertos, 227 heridos y 2.000 damnificados |

El terremoto del Peloponeso de 2008 fue un sismo, que dejó como consecuencia dos muertos, más de 220 personas heridas y al menos 2.000 personas sin hogar, ocurrido el 8 de junio de 2008 en el oeste del Peloponeso, Grecia. El terremoto golpeó el área a las 15:25 local (13:25 UTC), con una magnitud de momento de 6,2, de acuerdo al Instituto Geodinámico de Atenas. Fue sentido en lugares tan alejados como Atenas y el la zona sur de Italia. El epicentro del sismo fue localizado a 32 km al suroeste de la ciudad portuaria griega de  de Patras, a una profundidad de 100 km. El ministro del interior Prokopis Pavlopoulos despachó un equipo de rescate (incluyendo miembros de cinco agencias gubernamentales, la Cruz Roja y unidades del ejército cooperar con las necesidades de los damnificados de las áreas afectadas.